# Гвінейниця річкова
Гвінейниця річкова (Monachella muelleriana) — вид горобцеподібних птахів родини тоутоваєвих (Petroicidae). Мешкає на Новій Гвінеї та Новій Британії. Єдиний представник монотипового роду Річкова гвінейниця (Monachella).

## Таксономія
Виділяють два підвиди:
- M. m. muelleriana (Schlegel, 1871) (Нова Гвінея);
- M. m. coultasi Mayr, 1931 (Нова Британія).

## Поширення і екологія
Річкова гвінейниця мешкає на Новій Гвінеї та Новій Британії. Це єдиний вид тоутоваєвих, що мешкає на Новій Британії. Віддає перевагу кам'янистим берегам струмків і річкок. Живиться комахами.